# Борис Вишински
Борис Вишински (на македонска литературна норма: Борис Вишински) е романист и драматург от Република Македония.

## Биография
Роден е на 6 юни 1929 в Скопие. Завършва Юридическия факултет на Скопския университет. Редактор е на списанията „Културен живот“ и „Македонска Ревия“. Член е на Македонския ПЕН център. В 1958 година става член на Дружеството на писателите на Македония. Неговите творби са преведени на няколко езика. Носител е на наградите „Кочо Рацин“, „4 юли“, „13 ноември“, „Стале Попов“, „Петрозино“, „Михаил Еминеску“, „Марио Рестиво“, и „Данте Алегиери“ за литературнен опус на чуждестранни автори в Италия.

## Творчество
- Сенки и жед (роман, 1958)
- Девојка (драма, 1962)
- Виножито (роман, 1972)
- Древни брегови (разкази, 1975)
- Лавина (роман, 1978)
- Рацин (драма, 1979)
- Клисура (роман, 1983)
- Барбара (разкази, 1983)
- Тесно море (роман, 1986)
- Круна од песок (роман, 1992)
- Кожа од облаци (роман, 1993)
- Крстот на Богомил (роман, 1994)